# Slaget ved Gallipoli 1416
Slaget om Gallipoli fandt sted den 29. maj 1416 mellem en eskadre af den venetianske flåde og flåden i Det Osmanniske Rige ud for den osmanniske flådebase Gallipoli. Kampen var den vigtigste episode af en kort konflikt mellem de to magter, der stammer fra osmanniske angreb mod venetianske ejendele og forsendelse i Det Ægæiske Hav i slutningen af 1415. Den venetianske flåde under Pietro Loredan var beføjet til at transportere venetianske udsendinge til sultanen, men fik lov til at angribe, hvis osmannerne nægtede at forhandle. De efterfølgende begivenheder er hovedsagelig kendt fra et brev skrevet af Loredan efter kampen. Osmannerne udvekslede ild med de venetianske skibe, så snart den venetianske flåde nærmede sig Gallipoli og tvang venetianerne til at trække sig tilbage.
Den næste dag lykkedes de to flåder at kæmpe for Gallipoli, men om aftenen formåede Loredan at kontakte de osmanniske myndigheder og informere dem om hans diplomatiske mission. På trods af forsikringer om, at osmannerne ville byde udsendingene velkommen, da den venetianske flåde nærmede sig byen den næste dag, sejlede den osmanniske flåde for at møde venetianerne, og de to sider blev hurtigt indblandet i kamp. Venetianerne vandt en knusende sejr, dræbte den osmanniske admiral, erobrede en stor del af den osmanniske flåde og tog mange fanger, hvoraf mange - især de kristne der tjente frivilligt i den osmanniske flåde - blev henrettet. Venetianerne trak sig derefter tilbage til Tenedos for at genopbygge deres forsyninger og hvile. Selvom en knusende venetiansk sejr, som bekræftede venetianske flådeoverlegenhed i Det Ægæiske Hav i de næste par årtier, blev afviklingen af konflikten forsinket, indtil en fredsaftale blev undertegnet i 1419.